# 南浦駅 (釜山広域市)
南浦駅（ナンポえき）は、大韓民国釜山広域市中区にある、釜山交通公社1号線の駅。駅番号は111。「海東病院」を副駅名としている。

## 駅構造
相対式ホーム2面2線を有する地下駅。スクリーンタイプのホームドアが設置されている。
改札口は2ヶ所あるが、両方とも上下ホーム別々に設置されており、改札内でのホーム間の移動はできない。化粧室は改札外にある。出入口は9箇所に設けられている。

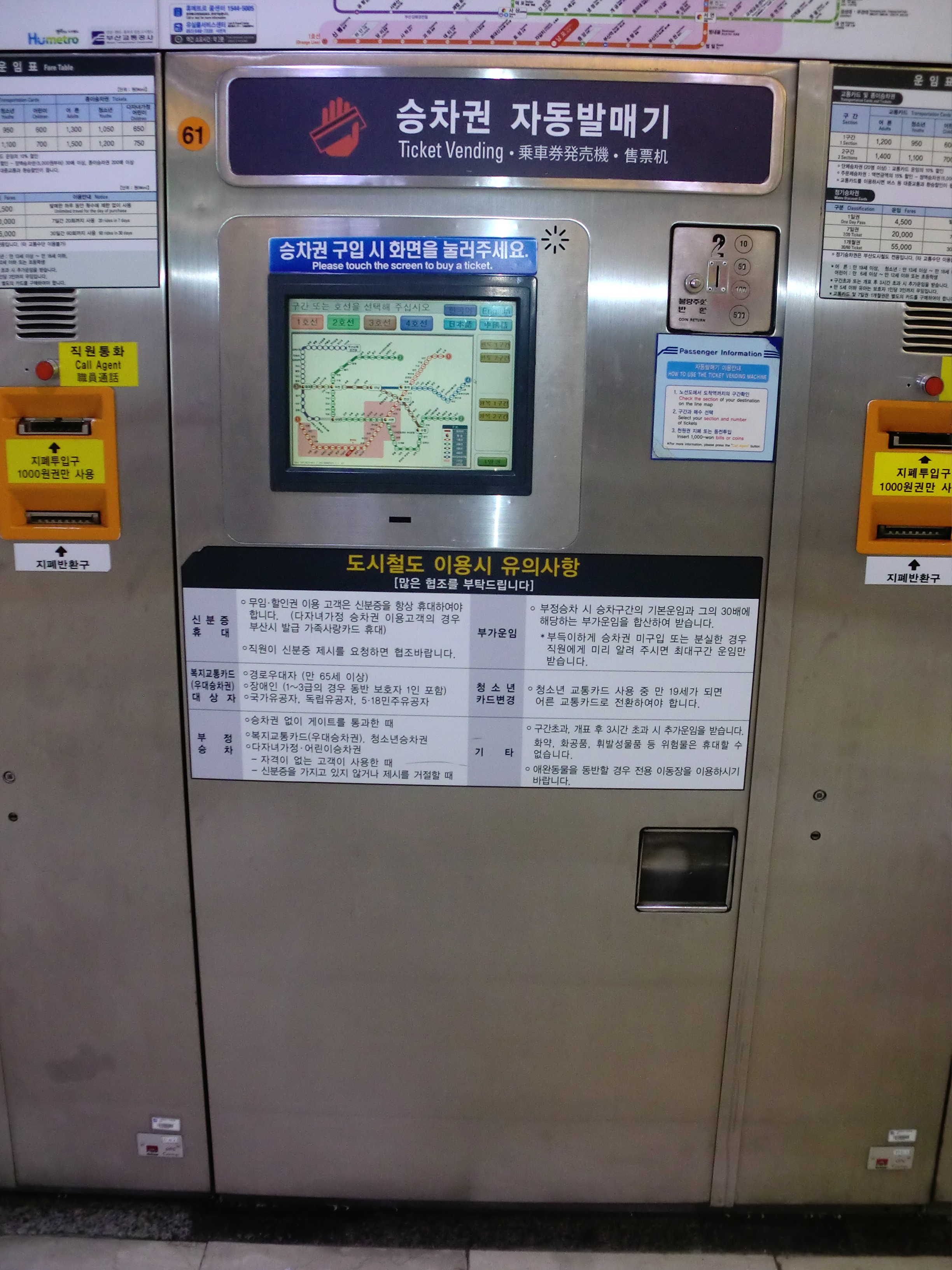
自動券売機
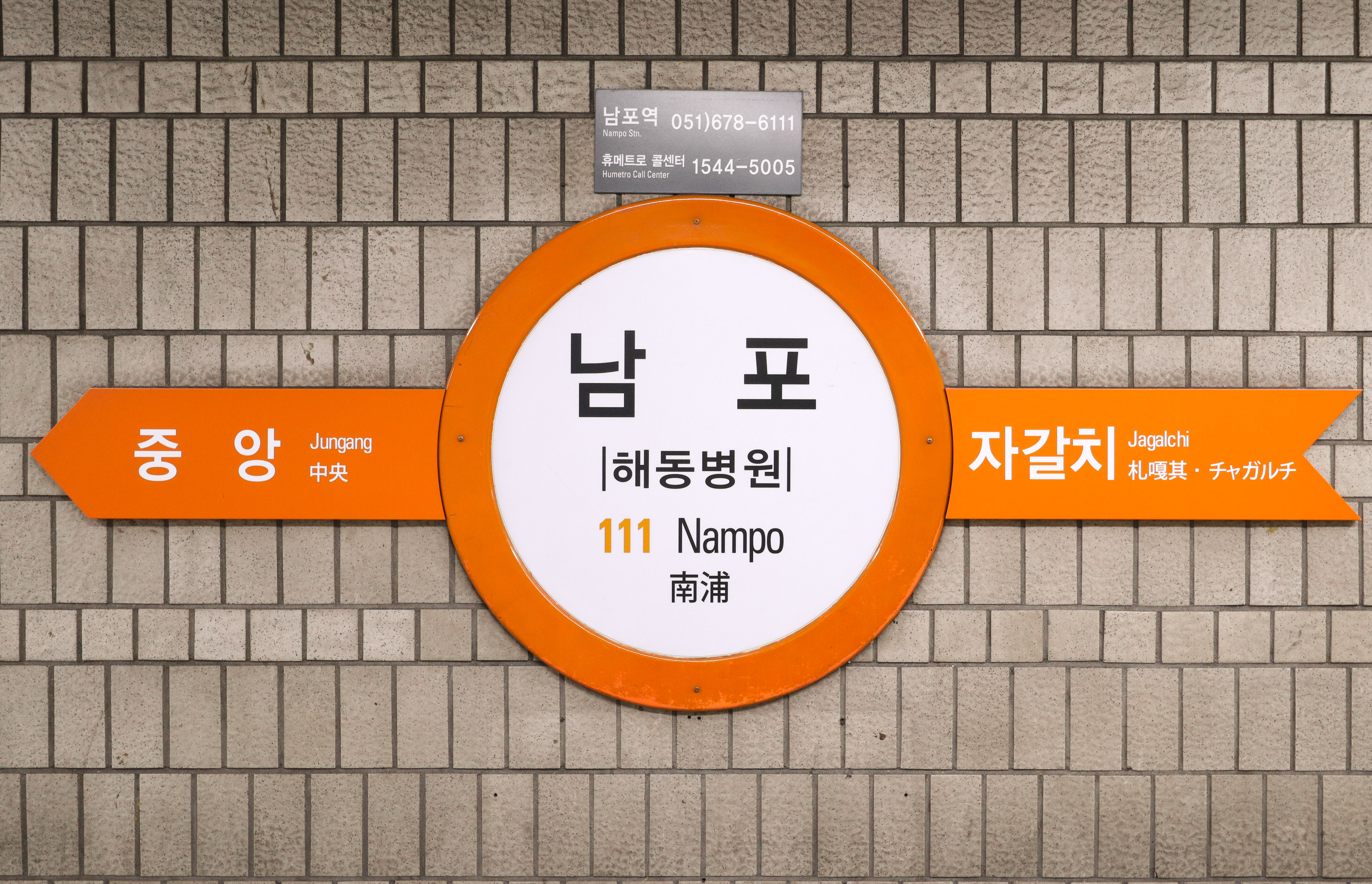
駅名標

### のりば
| 上り | 1号線 | 多大浦海水浴場方面 |
| 下り | 1号線 | 老圃方面           |

## 歴史
- 1988年5月19日 - 1号線西大新洞 - 中央洞間延伸に伴い、南浦洞駅として開業。
- 2010年2月24日 - 南浦駅に改称。
- 2018年5月21日 - 副駅名「海東病院」を付与。

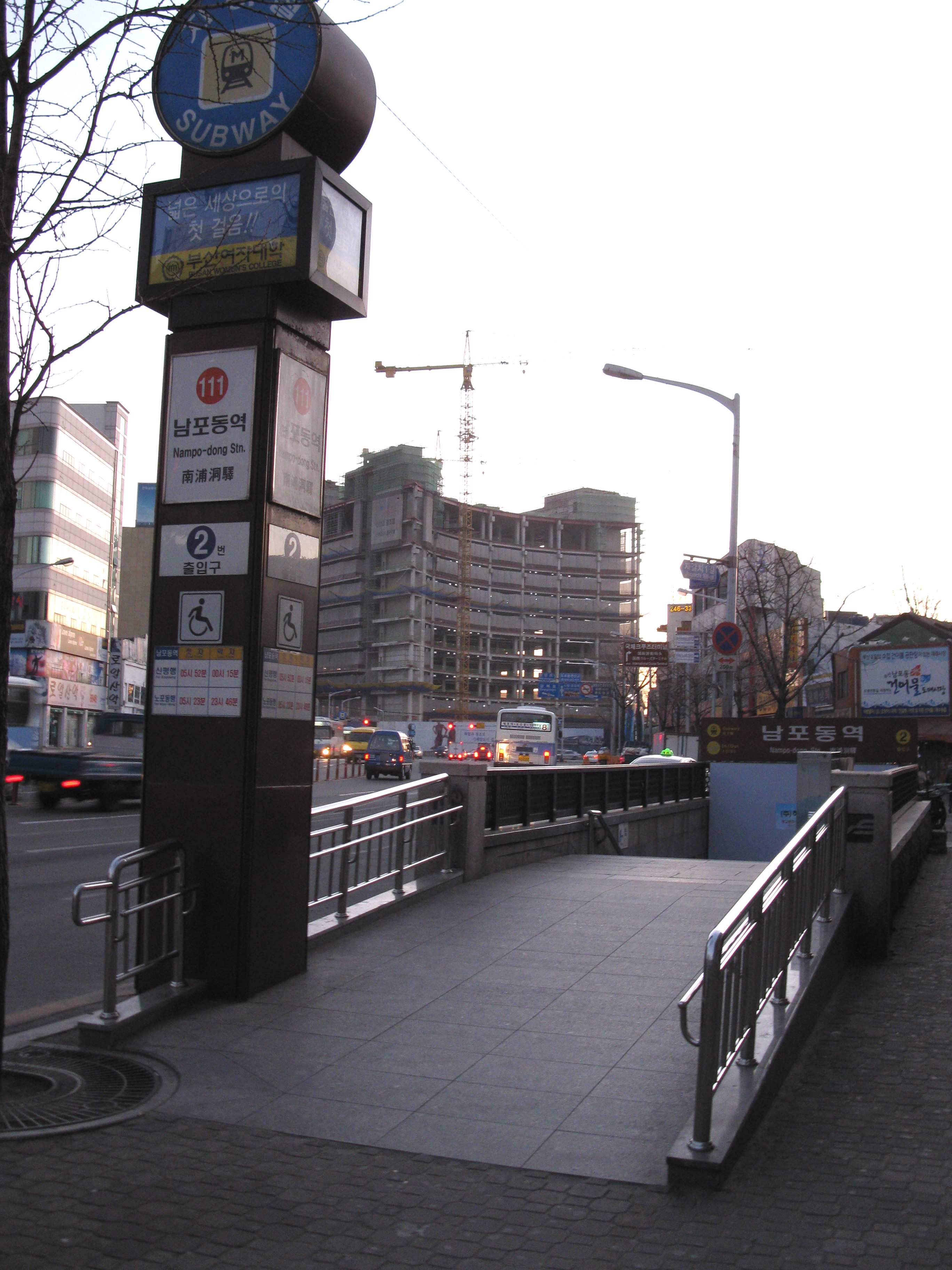
改称前の2番出入口（2009年2月）
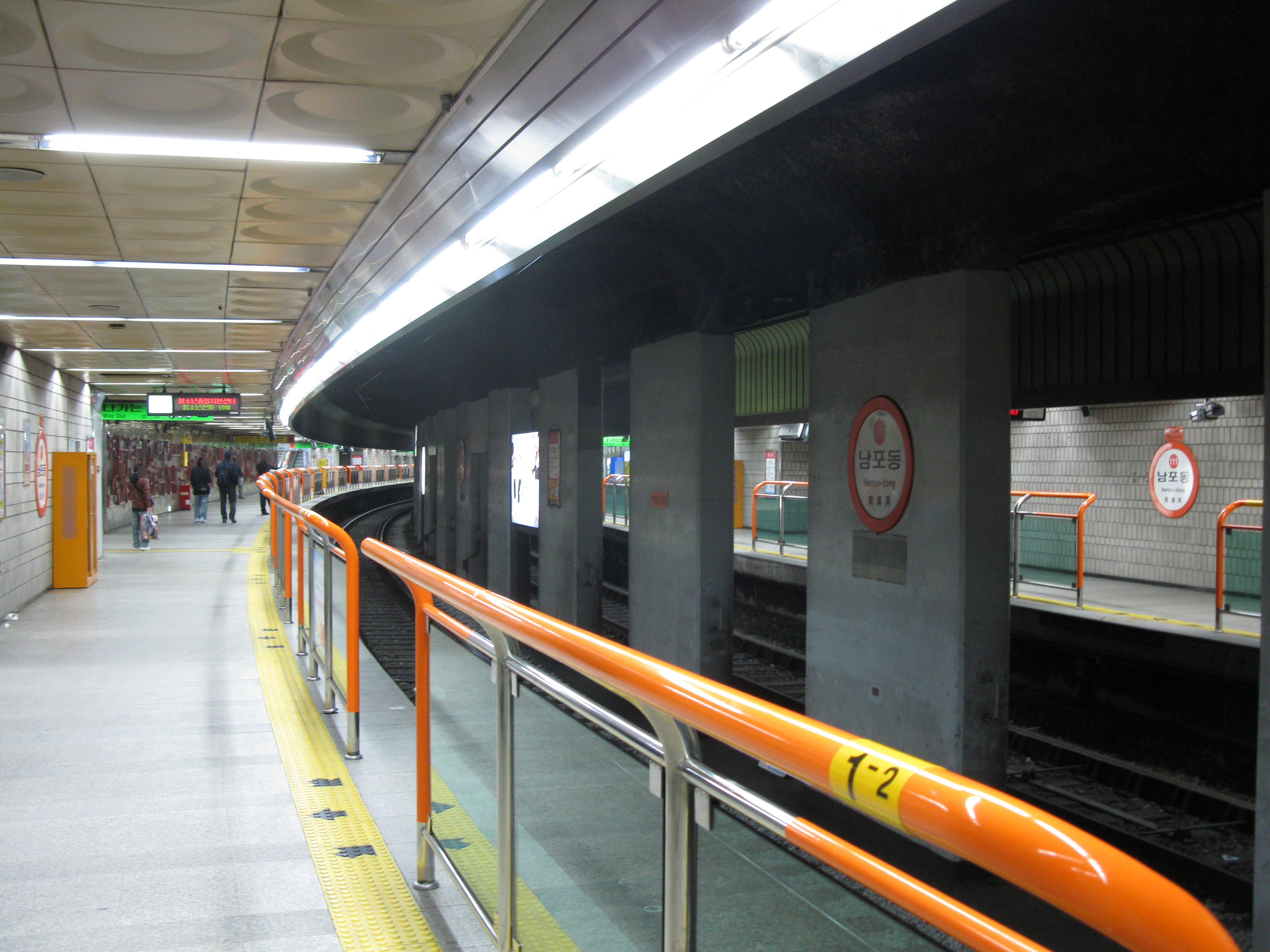
改称前のホーム（2009年2月）

## 駅周辺
影島区への最寄駅である。副駅名となっている海東病院は影島区内に存在し、1.3kmの距離がある。
- 龍頭山公園
- 影島大橋
- 釜山大橋
- チャガルチ市場
- 南浦洞乾物卸売市場
- 釜山タワー
- 釜山ロッテタウンタワー
- ロッテ百貨店光復店
- 釜山デパート

## 隣の駅
釜山交通公社
 1号線
チャガルチ駅 (110) - 南浦駅 (111) - 中央駅 (112)